# Carlo Catinelli
Carlo Catinelli (Gorizia, 30 marzo 1780 – Gorizia, 27 luglio 1869) è stato un militare, politico, saggista e nobile italiano al servizio dell'Impero austriaco.

## Biografia
Nacque nel 1780 da una famiglia borghese a Gorizia, dove si laureò al ginnasio e dal 1796 studiò all'Università di Vienna. Nel 1797 si offrì volontario con altri studenti per arruolarsi nell'esercito come parte della mobilitazione contro Napoleone Bonaparte. Concluso il trattato di Campoformio, riprese gli studi e si iscrisse all'accademia di ingegneria. Dopo la ripresa delle guerre napoleoniche, si arruolò nuovamente nell'esercito nel 1799 come sottotenente nel reggimento di fanteria dell'arciduca Giuseppe, di stanza a Rivoli. Prese parte a molte battaglie nell'Italia settentrionale. Fu promosso tenente. Nel 1805 fu nominato governatore di stato maggiore. Durante la battaglia di Caldiero fu gravemente ferito. Fu curato a Venezia, poi a Gorizia. Dopo essersi ripreso, entrò a far parte dell'Archivio di Guerra, dove fu coinvolto nella registrazione delle battaglie delle guerre napoleoniche, in particolare della battaglia di Marengo. Nel 1808 Massimiliano Giuseppe d'Austria-Este lo chiamò all'organizzazione della Landwehr in Alta e Bassa Austria. Prese parte nuovamente a battaglie, tra cui la battaglia di Ratisbona, allora già con il grado di maggiore. Dopo la caduta di Vienna fu promosso primo luogotenente. Si ritirò dal servizio attivo nel 1816. Nel 1818 si stabilì nella sua nativa Gorizia. Nel 1821, dopo il Congresso di Lubiana della Santa Alleanza il duca Francesco IV d'Austria-Este lo invitò a Modena per comandare l'accademia militare. Per il suo servizio fu poi elevato al rango di nobile modenese. Continuò a gestire la sua proprietà e fu membro di diverse società agricole provinciali. Era un esperto di idraulica e rilevamento. Nel 1836 fu chiamato a Trieste per consigliare sulla soluzione dell'approvvigionamento idraulico. Fece ricerche anche per un percorso adatto per un collegamento ferroviario tra Trieste e Vienna.
Nel 1849 era citato come Karl Catinelli, colonnello in pensione a Gorizia.
Durante l'anno rivoluzionario del 1848 fu coinvolto negli affari pubblici. Nelle elezioni di quell'anno fu anche eletto deputato del Reichstag Costituente, come rappresentante del collegio elettorale di Gorizia. A quel tempo era elencato come colonnello in pensione. Si dimise dal mandato nell'autunno del 1848.
sempre nel 1848 si arruolò anche volontario nell'esercito. Insieme a Laval Nugent von Westmeath, partecipò alla campagna nell'Italia settentrionale. Ma durante la campagna si ammalò gravemente e dovette tornare a Gorizia. Nel 1854 fu insignito dell'Ordine imperiale della Corona ferrea e contemporaneamente fu elevato al rango di cavaliere d'Austria. Nel 1856 pubblicò l'opera Sopra la questione italiana, studi. Dal 1861 soffrì di problemi di salute e si ritirò dalla vita pubblica.
Due dei suoi figli prestarono servizio nell'esercito, altri due lavorarono nel servizio civile. Morì nel luglio 1869.